# Bűvölet (televíziós sorozat)
A Bűvölet (olaszul Incantesimo) 1998 és 2008 között bemutatott olasz tévéfilmsorozat. A tévéfilmsorozat fő színhelye a római New Life klinika, ahol az ott dolgozó orvosok, ápolók és mások érzelmi történetei játszódnak.
Az olasz RAI tévécsatorna adta le a részeket, nálunk a Duna TV, az AXN White, az m1, az m2, és az m3 vetíti őket. Magyar szöveg: Kléner Gizella.
A sorozatok főszereplői: Paola Pitagora (Giovanna Medici szerepében, a Life fő részvényese, az 1. sorozattól a 9-ig), Delia Boccardo (Tilly Nardi, Ivano Nardi második felesége, mindegyik sorozatban szerepelt).

## Története
A történetek a plasztikai sebészetéről híres New Life klinika körül forognak, amely mindig is nagyon sokat jelentett az alapítójának és annak, aki továbbvitte azt: Ivano Nardi (1. sorozat) és felesége, Tilly Nardi, Giuseppe Ansaldi, Giovanna Medici és Diego Olivares (a 2. sorozattól). A 9. sorozatban Giovanna és Diego elutaznak Brazíliába, ezért a klinika vezetését Tillyre, Oscar Sensire, Luigi De Parolira, Viola Dessìre, később pedig Jacopo Davìra hagyták.

### Első sorozat (1997-1998)
Az első szerelmestörténet főszereplői Barbara Nardi (Agnese Nano) és Thomas Berger (Vanni Corbellini), aki Angela és Hans Berger fia, azonkívül Giovanna mostohafia. Az első részben Barbara Roberto Ansaldival házasodik össze, aki Giuseppe és Cristina fia. Az első sorozat 20 epizódból állt.
Főszereplők az első szériából
- Agnese Nano: Dr. Barbara Nardi (magyar hangja: Létay Dóra)
- Giovanni Guidelli: Dr. Roberto Ansaldi
- Vanni Corbellini: Thomas Berger (2-20. rész)
- Paola Pitagora: Giovanna Medici (magyar hangja: Borbáth Ottília)
- Delia Boccardo: Tilly Nardi (magyar hangja: Detre Annamária)
- Orso Maria Guerrini: Dr. Ivano Nardi (1-18. rész)
- Paolo Malco: Giuseppe Ansaldi (magyar hangja: Kovács István)
- Ramona Badescu: Sonia Laris (3-20. rész)
- Marco Quaglia: Massimo Nardi
- Giada Carlucci: Gabriella Renzi
- Arnaldo Ninchi: Dr. Gianni Gorini (2-19. rész)
- Daniela Poggi: Cristina Ansaldi (magyar hangja: Sára Bernadett)

További szereplők az első szériából
- Alfredo Pea: Paolo Santi
- Caterina Vertova: Miriam Santi
- Lorenzo Majnoni: Dr. Ludovico Renzi
- Francesco Prando: Carlo Angio
- Patrizia La Fonte: Olga Sciarra
- Prospero Richelmy: Dr. Mario Grassi
- Tiziana Bergamaschi: Teresa Gellini
- Angela Goodwin: Angela Berger
- Nina Soldano: Luciana Galli
- Ettore Belmondo: Giorgo Galli

### Második sorozat (1998-1999)
A második sorozatban is Barbara Nardi, Roberto Ansaldi és Thomas Berger a kiemelt főszereplők. Az évad 32 epizódból áll.
Főszereplők a második sorozatban
- Agnese Nano: Dr. Barbara Nardi
- Giovanni Guidelli: Dr. Roberto Ansaldi (21-51. rész)
- Vanni Corbellini: Thomas Berger
- Paola Pitagora: Giovanna Medici
- Delia Boccardo: Tilly Nardi
- Giuseppe Pambieri: Diego Olivares (23-52. rész) [magyar hangja: Rosta Sándor]
- Paolo Malco: Giuseppe Ansaldi
- Ramona Badescu: Sonia Laris (22-50. rész)
- Marco Quaglia: Massimo Nardi
- Giada Carlucci: Gabriella Renzi
- Arnaldo Ninchi: Dr. Gianni Gorini
- Daniela Poggi: Cristina Ansaldi (magyar hangja: Sára Bernadett)

További szereplők a második sorozatban
- Alfredo Pea: Paolo Santi
- Caterina Vertova: Miriam Santi
- Lorenzo Majnoni: Dr. Ludovico Renzi
- Francesco Prando: Carlo Angio
- Patrizia La Fonte: Olga Sciarra
- Prospero Richelmy: Dr. Mario Grassi
- Tiziana Bergamaschi: Teresa Gellini
- Nina Soldano: Luciana Galli
- Marina Giulia Cavalli: Doris Berger
- Alessio Orano: Dr. Aldo Benvenuti
- Valentina Vicario: Vera Medici (40-52. rész)
- Stefano Davanzati: Dr. Michele Bernini

### Harmadik sorozat (1999-2000)
- Ennek új főszereplői Caterina (Valentina Chico) és Marco (Alessio Boni). Az évad 52 epizódból áll.

Főszereplők a harmadik sorozatban
- Alessio Boni: Dr. Marco Oberon (magyar hangja: Sebestyén András)
- Valentina Chico: Caterina Masi  (magyar hangja: Kovács Vanda)
- Giuseppe Pambieri: Dr. Diego Olivares (magyar hangja: Rosta Sándor)
- Paola Pitagora: Giovanna Medici (magyar hangja: Borbáth Ottília)
- Delia Boccardo: Tilly Nardi (magyar hangja: Detre Annamária)
- Paolo Malco: Giuseppe Ansaldi (magyar hangja: Kovács István)
- Marco Quaglia: Massimo Nardi (magyar hangja: Zámbori Soma)
- Giada Carlucci: Gabriella Renzi (magyar hangja: Zsigmond Tamara)
- Valentina Vicario: Vera Medici (magyar hangja: Kéri Kitty)
- Hélène Nardini: Rita Oberon (magyar hangja: Vándor Éva)
- Warner Bentivegna: Emilio Duprè (88-104. rész)

További szereplők a harmadik sorozatban
- Linda Batista: Denise Nascimento
- Lorenzo Majnoni: Dr. Ludovico Renzi
- Carlo Valli: Francesco Masi
- Laura Nardi: Valeria Duprè
- Alessandra Acciai: Cora Duprè-Torrini
- Angiola Baggi: Anna Danesi
- Gino Lavagetto: Dr. Bruno Gentili
- Patrizia La Fonte: Olga Sciarra
- Antonio Tallura: Dr. Nicola Freddi
- Luisa Marzotto: Elsa Scotti
- Tiziana Bergamaschi: Teresa Gellini

### Negyedik sorozat (2001)
A Life új szerelmesei Paola (Vanessa Gravina) és Michele (Giorgio Borghetti). Az évad 52 epizódból áll.
Főszereplők a negyedik sorozatból
- Vanessa Gravina: Paola Duprè
- Giorgio Borghetti: Michele Massa
- Paola Pitagora: Giovanna Medici (magyar hangja: Borbáth Ottília)
- Delia Boccardo: Tilly Nardi (magyar hangja: Detre Annamária)
- Giuseppe Pambieri: Diego Olivares (magyar hangja: Rosta Sándor)
- Linda Batista: Denise Nascimento
- Emilio Bonucci: Carlo Giudici
- Marco Quaglia: Massimo Nardi
- Gino Lavagetto: Bruno Gentili
- Tiziana Sensi: Camilla Massa
- Ray Lovelock: Hans Rudolph
- Kaspar Capparoni: Max Rudolph
- Valentina Vicario: Vera Medici
- Alessandra Acciai: Cora Senesi
- Valentina Vicario: John Senesi
- Paolo Malco: Giuseppe Ansaldi (magyar hangja: Kovács István)
- Warner Bentivegna: Emilio Duprè
- Laura Nardi: Valeria Duprè
- Patrizia La Fonte: Olga Sciarra
- Antonio Tallura: Nicola Freddi
- Luisa Marzotto: Elsa Scotti

### Ötödik sorozat (2002)
Ebben a két főszereplő Martina (Barbara Livi) és Andrea (Lorenzo Flaherty).
Főszereplők az ötödik sorozatból
- Barbara Livi: Martina Morante
- Lorenzo Flaherty: Andrea Bini
- Paola Pitagora: Giovanna Medici
- Delia Boccardo: Tilly Nardi
- Giuseppe Pambieri: Diego Olivares
- Linda Batista: Denise Nascimento
- Giampietro Bianchi: Guido Morante
- Marco Quaglia: Massimo Nardi
- Paolo Malco: Giuseppe Ansaldi
- Daniela Poggi: Cristina Ansaldi
- Micaela Esdra: Rosalba Baroni
- Lorenzo Majinoni: Gabriele Renzi
- Warner Bentivegna: Emilio Duprè
- Laura Nardi: Valeria Duprè
- Patrizia La Fonte: Olga Sciarra
- Antonio Tallura: Nicola Freddi
- Luisa Marzotto: Elsa Scotti

### Hatodik sorozat (2003)
A szerelmespár most Laura (Antonia Liskova) és Luca (Lorenzo Ciompi).
Főszereplők a hatodik sorozatból
- Antonia Liskova: Laura Gellini
- Lorenzo Ciompi: Luca Biagi
- Paola Pitagora: Giovanna Medici
- Delia Boccardo: Tilly Nardi
- Paolo Malco: Giuseppe Ansaldi
- Linda Batista: Denise Nascimento
- Giampietro Bianchi: Guido Morante
- Ines Nobili: Gloria Forti
- Marzia Ubaldi: Amalia Forti
- Stefania Casini: Carla Ferrini
- Selvaggia Quattrini: Diamante Ferrini
- Ray Lovelock: Hans Rudolph
- Roberto Zibetti: Helmut Rudoplh
- Giuseppe Pambieri: Diego Olivares
- Emanuela Garuccio: Alice
- Antonella Barzaghi: Monica
- Patrizia La Fonte: Olga Sciarra
- Antonio Tallura: Nicola Freddi
- Luisa Marzotto: Elsa Scotti

### Hetedik sorozat
A szerelmespár ebben a sorozatban Giulia Donati ápolónő (Samuela Sardo) és dr. Antonio Corradi főorvos (Walter Nudo). A férfinak viszont felesége van, Mariella (Giulietta Revel). A Donati család utálja a férfit, mert tönkretette a Luisa Donati (Mirka Viola) és Paolo Corradi (Duccio Giordano) közti szerelmet.
A nyolcadik sorozat elején Mariella (Giulietta Revel) életét veszti egy autóbalesetben, és a szívét egy fiatal lány, Sara Segre (Carlotta Miti) kapja, aki szívbeteg, de új életet akar kezdeni. Azonban pont a Life klinikán kap állást és a fiatal szülész doktornő első látásra beleszeret Antonióba. Eközben Paolo beleszeret Giuliába és mindent megtesz azért, hogy megszerezze magának. Az italába altatóport kever és megerőszakolja. Pár nappal később a lány rosszul lesz a klinikán, ahol kivizsgálják. A vizsgálatok kimutatják, hogy Giulia gyereket vár és látva Antonio boldogságát, a lánynak egyre nagyobb bűntudata van. Egy adott pillanatban elárulja Antoniónak, hogy Paolo megerőszakolta és a gyerek, akit vár, Paolóé is lehet. Antonio szakít a lánnyal és Paolót összeveri. Giulia Milánóba utazik anyjával Giadával és Paolóval, hogy megszülje kisfiát, Antonio pedig összejön Saraval, aki időközben rájön, hogy a nő, akitől a szívét kapta, Antonio felesége volt, azt azonban nem tudja, hogyan mondja el Antoniónak a titkát. Ludovica, Sara húga kiveti a hálóját Antonióra és elhatározza, hogy egy kalandra megszerzi magának a férfit.

### Tizedik sorozat
Főszereplők a tizedik sorozatból
- Giorgia Bongianni: Elena Curti
- Massimo Bulla: Davide Curti
- Alessio Di Clemente: Alberto Curti
- Delia Boccardo: Tilly Nardi
- Paolo Ferrari: Luciano Mauri
- Marco Quaglia: Massimo Nardi
- Riccardo Sardonè: Luca Mauri
- Mimosa Campironi: Carolina Mauri
- Vincenzo Alfieri: Dante Liuzzi
- Kelly Palacios: Leila Bakhita
- Sonia Aquino: Rossella Natoli
- Camilla Vittoria Ferranti: Maya Solari
- Maura Leone: Daniela Ferri
- Maximilian Nisi: Luigi De Paoli
- Paolo Romano: Aldo Dessì
- Matteo Tosi : Giulio Solari
- Stefania Barca: Vittoria Falco
- Saverio Deodato Dionisio: Riccardo Benetti
- Salvio Simeoli: Lorenzo Gomez
- Rodolfo Baldini: Cesare Gomez
- Paolo Lanza: Oscar Sensi
- Antonio Tallura: Nicola Freddi
- Luisa Marzotto: Elsa Scotti
- Patrizia La Fonte: Olga Sciarra
- Edoardo Sylos Labini: Jacopo Davì
- Benedetta Buccellato: Lorena Davì
- Sara Zanier: Doriana Tozzi
- Emanuele Vezzoli: Stefano Mocci